# Sabejci
Sabejci (arapski: السبأيين) su bili drevni narod koji je govorio sabejskim jezikom nazivanim i epigrafskim južnoarapskim ili himjaritskim, i živio u današnjem Jemenu, na jugozapadu Arapskog poluotoka. Od godine 2000. pr. Kr. do 8. stoljeća pr. Kr. neki Sabejci su živjeli i u Kraljevstvu Damot, smještenom na sjeveru Etiopije i Eritreji, zahvaljujući hegemoniji nad Crvenim morem.

## Vanjske poveznice
- S. Arabian "Inscription of Abraha" in the Sabaean language  Arhivirana inačica izvorne stranice od 3. veljače 2016. (Wayback Machine), at Smithsonian/NMNH website